# 愛知北エフエム放送

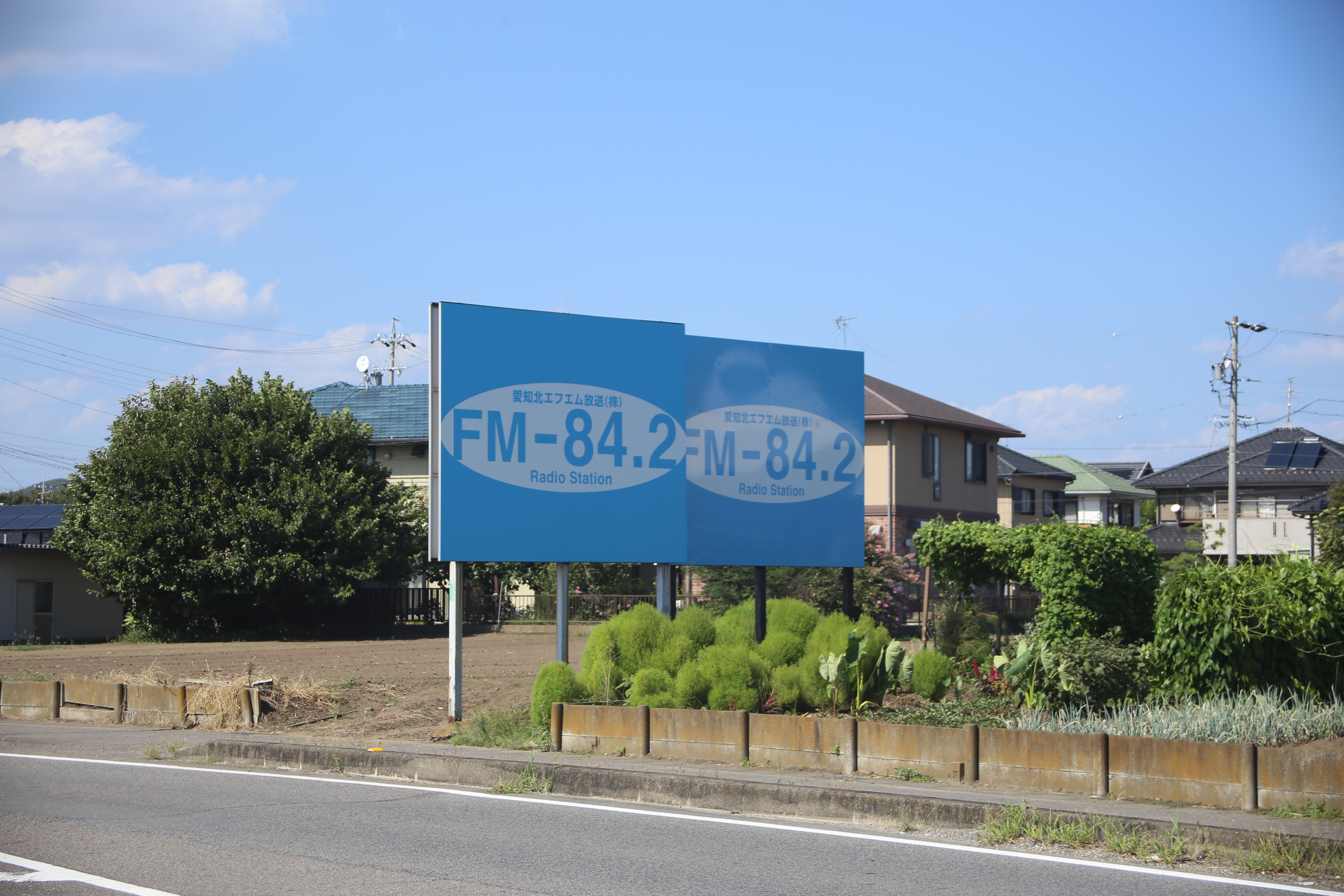
愛知北エフエム放送（FM84.2MHz）の看板（2016年8月）

愛知北エフエム放送株式会社（あいちきたエフエムほうそう）は、愛知県犬山市、丹羽郡扶桑町、大口町の各一部地域を放送区域として超短波放送（FM放送）をする特定地上基幹放送事業者である。
United Northの愛称でコミュニティ放送をしている。

## 概要
2006年（平成18年）開局。当初の愛称はまちの放送室だった。初期からベリカードは発行していない。犬山市に本社を置く、明治期より呉服店を運営しているみやこやの関連会社である都商事株式会社が過半数の株式を保有しており、同社社長が2021年現在も愛知北エフエム放送社長を兼任している。送信所もみやこやグループの老人ホームに設置されている。
放送地域は犬山市・扶桑町の全域の10万戸・30万人で、大口町、可児市、小牧市、江南市、各務原市の各一部も放送エリアとしている。
2014年（平成26年）2月1日より、JCBAインターネットサイマルラジオにてサイマルラジオで配信を開始。2015年（平成27年）7月からは、専用アプリを使用すれば、スマホからも試聴可能になった。また生放送の時間は、USTREAMを用いインターネット配信も行う。小牧市に営業所を設置し、犬山と2スタジオ体制になる準備を進めていた。
2016年（平成28年）8月1日に、9月20日を以って全番組の放送を終了することを発表。9月20日19時から21時の「RAD BEAT」の放送後、閉局の挨拶等も無く21時の時報後に停波した。会社は存続し放送再開時期は未定としていたが、10月13日に放送再開の準備を発表、11月1日に再開した。

## 沿革
- 2006年（平成18年）
  - 4月27日 - 愛知北エフエム放送株式会社設立。
  - 6月19日 - 放送局（現・特定地上基幹放送局）の予備免許取得。
  - 7月4日 - 放送局の免許取得。
  - 7月7日 - 7時7分7秒に開局。
- 2007年（平成19年）3月5日 - 自社制作の深夜番組『愛北電波委員会』を隣接地域のコミュニティ放送局かにかも放送（2010年廃局）で同時ネット。
- 2013年（平成25年）12月 - 愛称を「まちの放送室」から「United North」に改称。
- 2014年（平成26年）
  - 2月1日 - サイマルラジオでの配信を開始。
  - 7月1日 - 平日16時間連続で自社製作番組生放送を開始。
- 2016年（平成28年）
  - 8月1日 - 9月20日に放送を終了することを発表[4]。
  - 9月20日 - 21:00の時報直後に停波。無期限の休止に入る。
  - 10月13日 - ホームページをリニューアル、放送再開の準備を発表[5]。
  - 10月26日 - 試験放送開始[6]。
  - 11月1日 - 放送再開[7]。

## 平日
| 時間  | 月曜日                                                                                      | 火曜日                                                         | 水曜日                                                                        | 木曜日                                                                          | 金曜日 |
| 7:00  | KICK UP（生放送） 7:00 - 9:00 ナビゲーター：武井孝国                                        | KICK UP（生放送） 7:00 - 9:00 ナビゲーター：武井孝国           | KICK UP（生放送） 7:00 - 9:00 ナビゲーター：武井孝国                          | KICK UP（生放送） 7:00 - 9:00 ナビゲーター：武井孝国                            | KICK UP（生放送） 7:00 - 9:00 ナビゲーター：武井孝国                                                                                    |
| 8:00  | KICK UP（生放送） 7:00 - 9:00 ナビゲーター：武井孝国                                        | KICK UP（生放送） 7:00 - 9:00 ナビゲーター：武井孝国           | KICK UP（生放送） 7:00 - 9:00 ナビゲーター：武井孝国                          | KICK UP（生放送） 7:00 - 9:00 ナビゲーター：武井孝国                            | KICK UP（生放送） 7:00 - 9:00 ナビゲーター：武井孝国                                                                                    |
| 9:00  |                                                                                             | THE FACE（生放送） 9:00 - 11:00 ナビゲーター：M@SAKI           | THE FACE（生放送） 9:00 - 11:00 ナビゲーター：M@SAKI                          | THE FACE（生放送） 9:00 - 11:00 ナビゲーター：M@SAKI                            | BUZZ FRIDAY （生放送） 9:00 - 11:00 ナビゲーター： DJ FOOGEE / 和久田朱里 （Star☆T） / パク・モモ / 羽澄 ゆず / 織世しづき （Re:Clash） |
| 10:00 |                                                                                             | THE FACE（生放送） 9:00 - 11:00 ナビゲーター：M@SAKI           | THE FACE（生放送） 9:00 - 11:00 ナビゲーター：M@SAKI                          | THE FACE（生放送） 9:00 - 11:00 ナビゲーター：M@SAKI                            | BUZZ FRIDAY （生放送） 9:00 - 11:00 ナビゲーター： DJ FOOGEE / 和久田朱里 （Star☆T） / パク・モモ / 羽澄 ゆず / 織世しづき （Re:Clash） |
| 11:00 | #こめぷら（生放送） 11:00 - 13:00 ナビゲーター： 米谷恭輔                                   | Life with... （生放送） 11:00 - 13:00 ナビゲーター：空木マイカ |                                                                               |                                                                                 | |
| 12:00 |                                                                                             | Bagel ＆ M （生放送） 12:00 - 14:00 ナビゲーター： 堀江美穂    |                                                                               |                                                                                 | きんようびの アニマルランチタイム （生放送） 12:00 - 13:00 ナビゲーター： アーベックス / 笹ノ葉くるる / 割酢もあ / すぎのなこ           |
| 12:30 |                                                                                             |                                                                | あこ☆太郎の BANG・バン・ザイ （生放送） 12:30 - 13:00 ナビゲーター：あこ☆太郎 |                                                                                 | |
| 13:00 |                                                                                             |                                                                |                                                                               |                                                                                 | はーさん・AMYの 昭和でゴー！ゴー！ （生放送） 13:30 - 14:00 ナビゲーター： はーさん、AMY                                                |
| 13:30 | 犬山音楽占術 (生放送） 13:30 - 14:00 ナビゲーター： Ryo、のだネエ                           |                                                                |                                                                               |                                                                                 | はーさん・AMYの 昭和でゴー！ゴー！ （生放送） 13:30 - 14:00 ナビゲーター： はーさん、AMY                                                |
| 14:00 | タックンの2タク3タク14:00 - 14:30 ナビゲーター： 竹田卓弘、のだネエ                         |                                                                |                                                                               |                                                                                 | |
| 14:30 |                                                                                             |                                                                |                                                                               |                                                                                 | |
| 15:00 |                                                                                             |                                                                |                                                                               | Good Vibes！ （生放送）15:00 - 15:30 ナビゲーター： ハヤフジナオキ（DJ FOOGEE） | |
| 15:30 |                                                                                             |                                                                |                                                                               | クチの軽い二人15:30 - 16:00 ナビゲーター： 田中裕之、藤井晋太                   | |
| 16:00 |                                                                                             | Loosen UP （生放送） 16:00 - 18:00 ナビゲーター： 瀧澤友香子   |                                                                               | JAM（生放送）16:00 - 18:00 ナビゲーター： 瀧澤 友香子                           | |
| 17:00 |                                                                                             | Loosen UP （生放送） 16:00 - 18:00 ナビゲーター： 瀧澤友香子   |                                                                               | JAM（生放送）16:00 - 18:00 ナビゲーター： 瀧澤 友香子                           | |
| 18:00 |                                                                                             | Loosen UP （生放送） 16:00 - 18:00 ナビゲーター： 瀧澤友香子   |                                                                               | JAM（生放送）16:00 - 18:00 ナビゲーター： 瀧澤 友香子                           | |
| 19:00 | C7（生放送） 19:00 - 21:00 ナビゲーター：西原明誠                                           | C7（生放送） 19:00 - 21:00 ナビゲーター：西原明誠              | C7（生放送） 19:00 - 21:00 ナビゲーター：西原明誠                             |                                                                                 | 住人十色 19:00 - 19:30 |
| 19:30 | C7（生放送） 19:00 - 21:00 ナビゲーター：西原明誠                                           | C7（生放送） 19:00 - 21:00 ナビゲーター：西原明誠              | C7（生放送） 19:00 - 21:00 ナビゲーター：西原明誠                             |                                                                                 | |
| 20:00 | C7（生放送） 19:00 - 21:00 ナビゲーター：西原明誠                                           | C7（生放送） 19:00 - 21:00 ナビゲーター：西原明誠              | C7（生放送） 19:00 - 21:00 ナビゲーター：西原明誠                             |                                                                                 | サクラグ Second Room♫ 20:00 - 20:30 ナビゲーター： SAKURA GRADUATION                                                                    |
| 20:30 | C7（生放送） 19:00 - 21:00 ナビゲーター：西原明誠                                           | C7（生放送） 19:00 - 21:00 ナビゲーター：西原明誠              | C7（生放送） 19:00 - 21:00 ナビゲーター：西原明誠                             |                                                                                 | HAIL 2YOU 20:30 - 21:00 ナビゲーター： 柴山順次                                                                                         |
| 21:00 | 拓海＆KEITAの週刊アウトサイド 21:00 - 21:30 ナビゲーター： 長谷川拓海、DJ KEITA             |                                                                | Lilium Momokoの ケルト知っとるケ？21:00 - 21:30 ナビゲーター： Momoko         | KITA坊主の 希望のかけら達♪ （生放送）21:00 - 21:30 ナビゲーター： KITA坊主      | パンクの穴 （生放送） 21:00 - 22:00 ナビゲーター： Tobie☆Jetlee                                                                         |
| 21:30 |                                                                                             |                                                                | 夢のうたげ21:30 -22:00 ナビゲーター：ありさ / 優美 / 徳永浩之 / 山田真暉      | 桑野隊長の やすらぎ横丁 （生放送）21:30 - 22:00 ナビゲーター： 桑野聡           | |
| 22:00 |                                                                                             |                                                                |                                                                               | Fortune （生放送）22:00 - 23:00 ナビゲーター： 西原明誠                         | |
| 23:00 |                                                                                             |                                                                |                                                                               |                                                                                 | |
| 24:00 | 國村諒河 りょがつまみ 24:00 - 24:30 ナビゲーター： 國村諒河                                 |                                                                |                                                                               |                                                                                 | |
| 24:30 | ライフエスコーター とびたりえこ シンデレラマジック 24:30 - 25:00 ナビゲーター：とびたりえこ |                                                                |                                                                               |                                                                                 | |
| 25:00 |                                                                                             |                                                                |                                                                               |                                                                                 | |
| 1:00  |                                                                                             |                                                                |                                                                               |                                                                                 | |
| 2:00  |                                                                                             |                                                                |                                                                               |                                                                                 | |
| 3:00  |                                                                                             |                                                                |                                                                               |                                                                                 | |
| 4:00  |                                                                                             |                                                                |                                                                               |                                                                                 | |
| 5:00  |                                                                                             |                                                                |                                                                               |                                                                                 | |
| 6:00  |                                                                                             |                                                                |                                                                               |                                                                                 | |
| ----- | ------------------------------------------------------------------------------------------- | -------------------------------------------------------------- | ----------------------------------------------------------------------------- | ------------------------------------------------------------------------------- | --- |

## 土・日
| 時間  | 土曜日                                                              | 日曜日                                                                             |
| 7:00  | KICK UP（再放送） 7:00 - 9:00 ナビゲーター：武井孝国                | KICK UP（再放送） 7:00 - 9:00 ※今週のベストテイクをオンエア ナビゲーター：武井孝国 |
| 8:00  |                                                                     |                                                                                    |
| 9:00  |                                                                     |                                                                                    |
| 10:00 |                                                                     |                                                                                    |
| 11:00 | Life with...（再放送） 11:00 - 12:00 ナビゲーター：空木マイカ       |                                                                                    |
| 12:00 | JAC-CreativeStation（生放送） 12:00 - 13:00 ナビゲーター： 四宮優奈 |                                                                                    |
| 13:00 |                                                                     |                                                                                    |
| 14:00 |                                                                     |                                                                                    |
| 15:00 |                                                                     |                                                                                    |
| 15:30 | 杏月のMOONLIGHT CAFE（生放送） 15:00 - 15:30 ナビゲーター： 杏月    |                                                                                    |
| 16:00 | JAM（再放送） 16:00 - 17:00 ナビゲーター： 瀧澤 友香子              |                                                                                    |
| 17:00 | JAM（再放送） 16:00 - 17:00 ナビゲーター： 瀧澤 友香子              | LOOSEN UP（再放送） 17:00 - 18:00 ナビゲーター：瀧澤 友香子                        |
| 18:00 |                                                                     |                                                                                    |
| 19:00 | C7（再放送） 19:00 - 21:00 ナビゲーター： 西原明誠                  | C7（再放送） 19:00 - 21:00 ナビゲーター： 西原明誠                                 |
| 20:00 | C7（再放送） 19:00 - 21:00 ナビゲーター： 西原明誠                  | C7（再放送） 19:00 - 21:00 ナビゲーター： 西原明誠                                 |
| 21:00 |                                                                     |                                                                                    |
| 22:00 |                                                                     |                                                                                    |
| 23:00 |                                                                     |                                                                                    |
| 24:00 |                                                                     |                                                                                    |
| 1:00  |                                                                     |                                                                                    |
| 2:00  |                                                                     |                                                                                    |
| 3:00  |                                                                     |                                                                                    |
| 4:00  |                                                                     |                                                                                    |
| 5:00  |                                                                     |                                                                                    |
| 6:00  |                                                                     |                                                                                    |
| ----- | ------------------------------------------------------------------- | ---------------------------------------------------------------------------------- |

※平日、週末共に空白欄は音楽番組「MUSIC HOUR」を放送

## 休止時の番組

### 自社制作番組
生ワイド番組は、平日は7時より21時まで全て2時間番組、土日は7時より19時まで全て3時間番組で構成されていた。
帯番組
- Mourning Hour （月 - 金 7:00 - 9:00）・（土・日 7:00‐10:00）

- THE FACE（月 - 金 9:00 - 11:00）

- Lunch（月 - 金曜 11:00 - 13:00）

※月曜 - 金曜 23:00 - 25:00に再放送
- I-MIX（月曜 - 金曜 13:00 - 15:00）

※月曜 - 金曜 25:00 - 27:00に再放送
- HOME MADE JAM（月曜 - 金曜 15:00 - 17:00）

※月曜 - 金曜 27:00 - 29:00に再放送
- After（月曜 - 金曜 17:00 - 19:00）

※月曜 - 金曜 29:00 - 31:00に再放送
- RAD BEAT（月 - 金 19:00 - 21:00）
  - 前述の通り、2016年9月20日の一時休止前に放送された最後の番組でもある。

土曜＆日曜
- THE FACE（10:00 - 13:00）

※土曜に再放送無し。日曜のみ再放送あり
- Golden Time（13:00 - 16:00）

※土曜 25:00 - 28:00に再放送
- HOME MADE JAM（16:00 - 19:00）

※日曜 28:00 - 朝7:00に再放送
- Mr.X AFTER

（土曜 21:00 - 23:00・日曜 19:00 - 21:00）
※録音放送
- MUSIC HOUR

（土曜  23:00 - 25:00・日曜 21:00 - 22:00）
※ナビゲーター無し